# Jizi

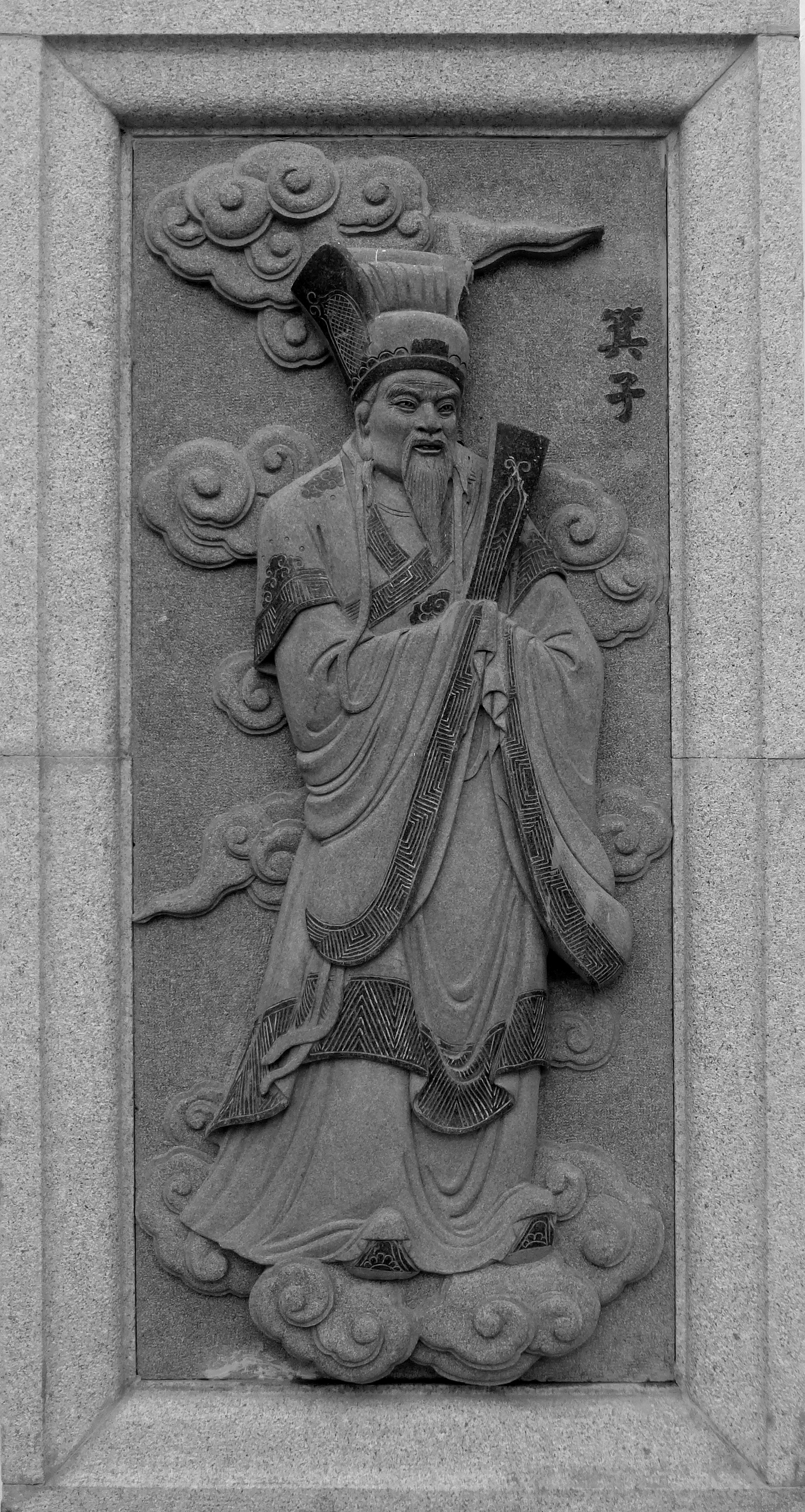
visconde de Ji

O visconde de Ji (Ji-Zi) foi um membro proeminente da família real da dinastia Shang da China Antiga, sendo mais famoso na condição de tio mais velho do seu último rei. Ele era desde o seu tempo exaltado como um homem muito sábio e prudente, capaz de antecipar acontecimentos e compreender as intenções ocultas de outras pessoas.